# Chichahua impressa
Chichahua impressa är en insektsart som beskrevs av Young 1977. Chichahua impressa ingår i släktet Chichahua och familjen dvärgstritar. Inga underarter finns listade i Catalogue of Life.